# Villeneuve-la-Guyard
Villeneuve-la-Guyard is een gemeente in het Franse departement Yonne (regio Bourgogne-Franche-Comté) en telt 2576 inwoners (1999). De plaats maakt deel uit van het arrondissement Sens.

## Geografie
De oppervlakte van Villeneuve-la-Guyard bedraagt 16,6 km², de bevolkingsdichtheid is 155,2 inwoners per km².

## Verkeer en vervoer
In de gemeente ligt spoorwegstation Villeneuve-la-Guyard.
De onderstaande kaart toont de ligging van Villeneuve-la-Guyard met de belangrijkste infrastructuur en aangrenzende gemeenten.

## Demografie
Onderstaande figuur toont het verloop van het inwonertal (bron: INSEE-tellingen).